# Secretul Evei (film din 1997)
Secretul Evei (titlu original: Eve's Bayou) este un film american  din 1997 scris și regizat de Kasi Lemmons (debut regizoral). Rolurile principale au fost interpretate de actorii Samuel L. Jackson, Lisa Nicole Carson, Jurnee Smollett, Lynn Whitfield, Debbi Morgan, Meagan Good și Diahann Carroll.
În 2018, a fost selectat de Biblioteca Congresului Statelor Unite ale Americii pentru conservare în Registrul Național de Film fiind considerat „semnificativ din punct de vedere cultural, istoric sau estetic”.

## Distribuție
- Jurnee Smollett - Eve Batiste
  - Tamara Tunie - Eve adultă (voce)
- Debbi Morgan - Mozelle Batiste Delacroix
- Samuel L. Jackson - Louis Batiste
- Lynn Whitfield - Roz Batiste
- Diahann Carroll - Elzora
- Lisa Nicole Carson - Matty Mereaux
- Meagan Good - Cisely Batiste
- Roger Guenveur Smith - Lenny Mereaux
- Vondie Curtis-Hall - Julian Grayraven
- Branford Marsalis - Harry
- Carol Sutton - Madame Renard
- Ethel Ayler - Gran Mere
- Jake Smollett - Poe Batiste
- Victoria Rowell - Stevie Hobbs

## Producție
A fost produs de studiourile  ChubbCo Film și Addis-Wechsler. Cheltuielile de producție s-au ridicat la 3 milioane $.

## Lansare și primire
Filmul este distribuit de Trimark Pictures.
A avut încasări totale de peste 14,8 milioane $.